# 37 Dywizja Pancerna (ZSRR)
37 Dywizja Pancerna (ros. 37-я танковая дивизия) – radziecka dywizja pancerna z  okresu II wojny światowej.
37 Dywizja Pancerna sformowana została w marcu 1941. W czasie napaści wojsk III Rzeszy i jej satelitów na Związek Radziecki wchodziła w skład 15 Korpusu Zmechanizowanego. Po ciężkich stratach w czasie walk odwrotowych została rozformowana 10 sierpnia 1941. Na jej bazie formowano 3 Brygadę Pancerną.

## Dowódcy 10 Dywizji Pancernej
- płk Fiodor Anikuszkin[1] (11.03.1941 - 10.08.1941).

## Struktura organizacyjna
- 73 pułk pancerny
- 74 pułk pancerny
- 37 pułk piechoty zmotoryzowanej
- 37 pułk haubic[1].